# Дискография на Вероника
Българската певица Вероника е действащ изпълнител от 2000 до 2012 г. През тези години работи с три музикални компании „Милена рекърдс“, „Пайнер“ и „Ара Аудио-видео“. В дискографията си има издадени 4 студийни албума, 1 компилация и 32 видеоклипа.

## Албуми

### Студийни албуми
| Заглавие           | Детайли за албума                                          | Траклист |
| ------------------ | ---------------------------------------------------------- | --- |
| Принцеса на вятъра | - Издаден: 2001 - Издател: Милена рекърдс - Формат: MC, CD | - Обречени на любов - Принцеса на вятъра - Сега те моля - Тайна - Две сълзи - Приятелко - Без твоите очи - Лъжа - Като мъртво цвете - Мъжка мечта - Татко, не ме поучавай - Обречени на любов (сингбек) - Принцеса на вятъра (сингбек) |
| Искам те завинаги  | - Издаден: 2004 - Издател: Пайнер - Формат: MC, CD         | - Слушай ме, любов - Искам те завинаги - Плачи сърце - Втори дубъл - Друга - Клетва дадох - Стъклен свят - Българи - Една любов - Бяла съм - Голямата любов - Грешен сън - Бяла съм (ремикс)                                           |
| 13                 | - Издаден: 2006 - Издател: Пайнер - Формат: MC, CD         | - Сериен лъжец - На добър час - Втората жена - Завинаги тя - Два квадрата тишина - Скандал - Маниак - Краля на нощта - Черна кутия - Скрий поне следите - Любовно досие - Не така - Мъжка библия                                       |
| Адреналин          | - Издаден: ноември 2007 - Издател: Пайнер - Формат: MC, CD | - Адреналин - Аморе - Дом Периньон - Бездомна любов - Твоите очи - Идеалната жена - Двойник - Без коментар - Жива - Тежка вечер - Приказка за живота - Майчице, България                                                               |

### Компилации
| Заглавие                 | Детайли за албума                                        | Траклист |
| ------------------------ | -------------------------------------------------------- | --- |
| Single + Best Collection | - Издаден: 6 ноември 2006 - Издател: Пайнер - Формат: CD | - Твоите очи - Искам те завинаги - Грешен сън (ремикс) - Слушай ме, любов - Втори дубъл - Плачи сърце - Стъклен свят |

## Самостоятелни песни
- Не си сама (дует с Магда) (2004)
- Произведено в Рая (2005)
- Стъпка встрани (2005)
- Достъп забранен (2005)
- Всичко се връща (квинтет с Магда, Елена, Димана и Илиян) (2008)
- Folk you (2008)
- Ако поискам (2008)
- Лош навик (2009)
- Дръжте крадеца (2009)
- Приемам комплименти (2009)
- Последният ангел (2010)
- Лоша оферта (2012)

## Видеоклипове
| Видеоклип           | Премиера   | Албум                    | Режисьор                      |
| ------------------- | ---------- | ------------------------ | ----------------------------- |
| Обречени на любов   | 2001       | Принцеса на вятъра       |                               |
| Принцеса на вятъра  | 2001       | Принцеса на вятъра       |                               |
| Бяла съм            | 2002       | Искам те завинаги        | Николай Нанков/Петьо Картулев |
| Българи             | 2002       | Искам те завинаги        | Живко Чакъров/Йордан Петков   |
| Една любов          | 2003       | Искам те завинаги        | Николай Скерлев               |
| Стъклен свят        | 2003       | Искам те завинаги        | Николай Нанков/Петьо Картулев |
| Искам те завинаги   | 2004       | Искам те завинаги        | Николай Нанков/Петьо Картулев |
| Слушай ме, любов    | 2004       | Искам те завинаги        | Николай Нанков/Петьо Картулев |
| Грешен сън (ремикс) | 2004       | Single + Best Collection | Николай Нанков/Петьо Картулев |
| Не си сама          | 2004       | –                        | Николай Нанков/Петьо Картулев |
| Втори дубъл         | 2004       | Искам те завинаги        | Николай Нанков/Петьо Картулев |
| Произведено в Рая   | 2005       | –                        | Николай Нанков/Петьо Картулев |
| Стъпка встрани      | 2005       | –                        | Люси                          |
| Достъп забранен     | 2005       | –                        | Люси                          |
| Скандал             | 2005       | 13                       | Илиян Петров                  |
| Сериен лъжец        | 2005       | 13                       | Николай Скерлев               |
| На добър час        | 2006       | 13                       | Николай Скерлев               |
| Не така             | 2006       | 13                       | Николай Скерлев               |
| Без коментар        | 2006       | Адреналин                | Николай Скерлев               |
| Краля на нощта      | 2006       | 13                       | Николай Скерлев               |
| Твоите очи          | 2007       | Адреналин                | Николай Скерлев               |
| Тежка вечер         | 2007       | Адреналин                | Николай Скерлев               |
| Дом Периньон        | 2007       | Адреналин                | Николай Скерлев               |
| Адреналин           | 2007       | Адреналин                | Николай Скерлев               |
| Идеалната жена      | 2007       | Адреналин                | Николай Скерлев               |
| Аморе               | 14.11.2007 | Адреналин                | Тенчо Янчев                   |
| Майчице, България   | 03.03.2008 | Адреналин                | Тенчо Янчев                   |
| Всичко се връща     | 21.03.2008 | –                        | Тенчо Янчев                   |
| Folk you            | 14.07.2008 | –                        | Тенчо Янчев                   |
| Ако поискам         | 11.09.2008 | –                        | Тенчо Янчев                   |
| Лош навик           | 29.04.2009 | –                        | Тенчо Янчев                   |
| Дръжте крадеца      | 06.07.2009 | –                        | Вероника                      |